# Ultimate Spider-Man (2024)
Ultimate Spider-Man — продовжувана серія коміксів про Людину-павука у межах імпринту Ultimate Universe видавництва Marvel Comics, написана Джонатаном Гікманом та проілюстрована Марко Кеккетто. Вперше почала виходити в січні 2024 року.
Події розгортаються в новій часовій лінії Землі-6160, де ключові герої Marvel опинилися в зміненому соціополітичному контексті з елементами альтернативної історії. На відміну від класичних варіантів, серія розповідає про дорослого Пітера Паркера, який уперше стає Людиною-павуком вже в зрілому віці. Він одружений на Мері Джейн Вотсон-Паркер і має двох дітей — Річарда та Мей.
Цей перезапуск пропонує інше прочитання легендарного героя у світі з новими викликами й пріоритетами.

## Історія публікації
Ultimate Spider-Man — перша постійна серія у новому імпринті Ultimate Universe, що продовжує події мінісерії Ultimate Invasion. Попри схожу назву, серія не пов'язана з однойменним коміксом 2000–2011 років, який переосмислював Людину-павука як підлітка-школяра. У новій версії герой, навпаки, вперше стає Людиною-павуком уже в дорослому віці, будучи одруженим з Мері Джейн Вотсон-Паркер і маючи двох дітей — Річарда та Мей.
Автор серії Джонатан Гікман зазначив, що черпав натхнення з образу героя у мультфільмі «Людина-павук: Навколо всесвіту». Новий всесвіт Землі-6160 радикально змінює знайомі елементи: дядько Бен живий, а Гаррі Озборн, зберігаючи особистість Зеленого Гобліна, постає як супергерой у дусі Залізної людини. Цей підхід дозволяє створити альтернативне, доросліше прочитання класичної історії про Людину-павука у новому соціополітичному контексті Marvel.